# Рейес, Андрес
Андре́с Фели́пе Ре́йес Амбуи́ла (исп. Andrés Felipe Reyes Ambuila; род. 8 сентября 1999, Пуэрто-Техада, Колумбия) — колумбийский футболист, защитник клуба «Сан-Диего» и сборной Колумбии.

## Клубная карьера
Рейес начал профессиональную карьеру в клубе «Атлетико Насьональ». 28 октября 2018 года в матче против «Онсе Кальдас» он дебютировал в Кубке Мустанга. В том же году Андрес стал обладателем Кубка Колумбии.
12 февраля 2020 года Рейес был взят в аренду клубом-новичком MLS «Интер Майами» на один год с опцией выкупа. В американской лиге он дебютировал 7 марта в матче против «Ди Си Юнайтед». По окончании сезона 2020 «Интер Майами» не стал выкупать Рейеса.
19 января 2021 года Рейес вернулся в MLS, перейдя в «Нью-Йорк Ред Буллз». В своём дебютном матче за «Нью-Йорк Ред Буллз», 22 мая против «Нью-Инглэнд Революшн», он забил свой первый гол в MLS, но позднее был удалён с поля за две жёлтые карточки.

## Международная карьера
В 2019 года Рейес в составе молодёжной сборной Колумбии принял участие в молодёжном чемпионате Южной Америки в Чили. На турнире он сыграл в матчах против команд Чили, Аргентины, Уругвая, а также дважды против Венесуэлы и Бразилии. В поединке против венесуэльцев Андрес отметился забитым мячом.
В том же году Рейес принял участие в молодёжном чемпионате мира в Польше. На турнире он сыграл в матчах против команд Польши, Сенегала, Таити и Новой Зеландии. В поединке против новозеландцев Андрес забил гол.

## Достижения
«Атлетико Насьональ»
- Обладатель Кубка Колумбии: 2018